# مايكل دانييل هيجينز
مايكل دانييل هيجينز (بالإنجليزية: Michael Daniel Higgins)‏ (واسمه باللغة الأيرلندية Mícheál D. Ó hUiginn) وهو رئيس جمهورية أيرلندا التاسع ولد في يوم 18 أبريل 1941 في مدينة لايمرك في جمهورية أيرلندا وهو من حزب العمال الأيرلندي وقد تولى الرئاسة في 11 نوفمبر 2011 وقد قدم كوزير للفنون والثقافة من سنة 1993 إلى سنة 1997 وقد كان زعيم حزب العمال من 2003 إلى 2011 بعد توليه الرئاسة وفي أبريل 2014 أصبح أول رئيس أيرلندي يزور المملكة المتحدة.
استغل وقته في منصبه لمعالجة القضايا المتعلقة بالعدالة، والمساواة الاجتماعية، والاندماج الاجتماعي، ومناهضة الطائفية، ومناهضة العنصرية، والوفاق. زار المملكة المتحدة في أبريل عام 2014 وكانت أول زيارة يقوم بها رئيس أيرلندي إلى المملكة.
ترشح هيغينز لولاية ثانية كرئيس لأيرلندا في عام 2018 وأعيد انتخابه بانتصار ساحق. حصل هيغينز على أكبر تفويض شخصي في تاريخ جمهورية أيرلندا، إذ حصل على 822,566 صوتًا مفضلاً. جرى التنصيب الرئاسي الثاني لهيغينز في 11 نوفمبر 2018.

## الرئاسة

### الفترة الأولى (2011-2018)
نُصِب هيغينز رئيسًا لأيرلندا في قلعة دبلن في 11 نوفمبر 2011. كان للحفل عنصر إنساني، إلى جانب المسيحيين، واليهود، والمسلمين. تلقى راتبًا سنويًا قدره 250 ألف يورو، بعد أن طلب خلال فترة ولايته الأولى أن تخفض إدارة الإنفاق العام والإصلاح راتبه الذي كان 325 ألف يورو بنسبة 23.5%.
سافر هيغينز إلى ديري لحضور نهائي مسابقة العام لجوقة المدرسة في عموم أيرلندا في 13 نوفمبر 2011، في أول مشاركة رئاسية رسمية له في أيرلندا الشمالية. في ديسمبر 2011 استضاف حفل شاي للأطفال في أراس ان يواكترين. خلال زيارته بوينافينتورا، كولومبيا في عام 2010 سقط فكُسرت رضفته وذهب إلى مستشفى بون سيكورس في غالواي في 13 ديسمبر لإجراء عملية جراحية لها.
ذهب هيغينز إلى لندن في 21 فبراير 2012 في أول رحلة رسمية له إلى الخارج. أثناء وجوده هناك، أخذه سيباستيان كو بجولة في الملعب الأولمبي، وحضر إنتاج مسرحية جونو وبيكوك في مسرح ليتيلتون. افتتح هيغينز مركزًا للتوحد في جامعته الأم (جامعة أيرلندا الوطنية في غالواي) بعد أول زيارة رسمية لها في 24 فبراير. في 21 مارس 2012، جرى الإعلان عن هيغينز باعتباره الراعي الوحيد لأوركسترا راديو التلفزيون الأيرلندي الوطنية السيمفونية. في كلمة أمام مؤتمر نظمته منظمة الشباب فورأويغ في 24 مارس 2012، وصف هيغينز رهاب المثلية والعنصرية في أيرلندا بأنهما «لهما تأثير سيئ على المجتمع».
في يناير 2012 وافق هيغينز على أن يصبح راعي عشائر أيرلندا، بما في ذلك وسام الاستحقاق. نيابة عن الرئيس، منح وزير النقل والسياحة والرياضة ليو فرادكار «الزمالة» في وسام العشائر الأيرلندي هذا للعديد من المرشحين في حفل أقيم في مانشن هاوس، دبلن في 28 أبريل 2012. في 11 مايو 2012 أصبح فريمان الثامن والعشرون في غالواي. في يونيو 2012 أعلنت منظمة الإسكان غير الربحية الأيرلندية (موئل من أجل الإنسانية) أن هيغينز راعيها الوحيد. في أكتوبر 2012 ذهب هيغينز وزوجته سابينا إلى أمريكا الجنوبية في رحلة لمدة أسبوعين، لزيارة الأرجنتين، والبرازيل، وتشيلي. هرع هيغينز إلى الديار من زيارة إلى روما، إيطاليا، للتوقيع على مشروع قانون مؤسسة قرار البنك الأيرلندي لعام 2013 ليصبح قانونًا في أراس ان يواكترين في وقت مبكر من 7 فبراير 2013، بناءً على طلب عاجل من حكومة أيرلندا. في 29 يوليو 2013 دعا إلى اجتماع لمجلس الدولة، وهو الأول منذ ترأسه، للتشاور حول مشروع قانون حماية الحياة أثناء الحمل لعام 2013.
استقالت المستشارة الخاصة للرئيس، ماري فان ليشوت، التي شكلت جزءًا من فريق الإدارة في أراس ان يواكترين تحت قيادة الأمين العام أدريان أونيل، في نوفمبر 2013. أثارت الاستقالة انتقادات بشأن الإدارة الرئاسية للفريق. لم تذكر خطابات عيد الميلاد الرئاسية التي ألقاها هيغينز منذ عام 2011 وحتى عام 2013 المسيحية أو الدين، والتي انتقدها الملحق الديني العسكري في القوات المسلحة الأيرلندية في عظة عشية عيد الميلاد عام 2013. وأعرب رئيس الأركان عن أسفه لأي مخالفة سببها الملحق الديني العسكري.
في أبريل 2014 زار هيغينز المملكة المتحدة وكان أول رئيس أيرلندي يزورها. أقام ضيفًا على الملكة في قلعة وندسور، وألقى كلمة في مجلسي البرلمان. التقى أيضًا بأشخاص مختلفين، من بينهم رئيس الوزراء البريطاني، ديفيد كاميرون، وقادة أحزاب المعارضة في وستمنستر، ولورد عمدة لندن.
في نوفمبر 2016 ، تلقى هيغينز انتقادات من بعض أقسام وسائل الإعلام الأيرلندية لمدحه فيدل كاسترو، قائلًا في بيان إن وفاة كاسترو «أحزنته شدة».
في 25 أغسطس 2018 استقبل هيغينز البابا فرانسيس في أراس ان يواكترين أثناء زيارة البابا لأيرلندا.

## روابط خارجية
- مايكل دانييل هيجينز على موقع IMDb (الإنجليزية)
- مايكل دانييل هيجينز على موقع الموسوعة البريطانية (الإنجليزية)
- مايكل دانييل هيجينز على موقع مونزينجر (الألمانية)
- مايكل دانييل هيجينز على موقع ميوزك برينز (الإنجليزية)